# Acqua alta
L'Acqua Alta (en italià, o sigui aigua alta; expressió adaptada del vènet aqua alta) és un fenomen que passa amb freqüència a la ciutat italiana de Venècia, en general les marees altes i de primavera. Comprèn la inundació de les zones més baixes de la ciutat, i en els casos més greus pot arribar a abastar el 96% de la població. La definició oficial d'acqua alta és quan el nivell de l'aigua supera els 90 cm per sobre del nivell de la marea normal.

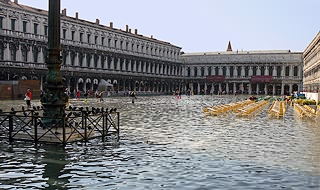
Acqua alta a la plaça de San Marco.

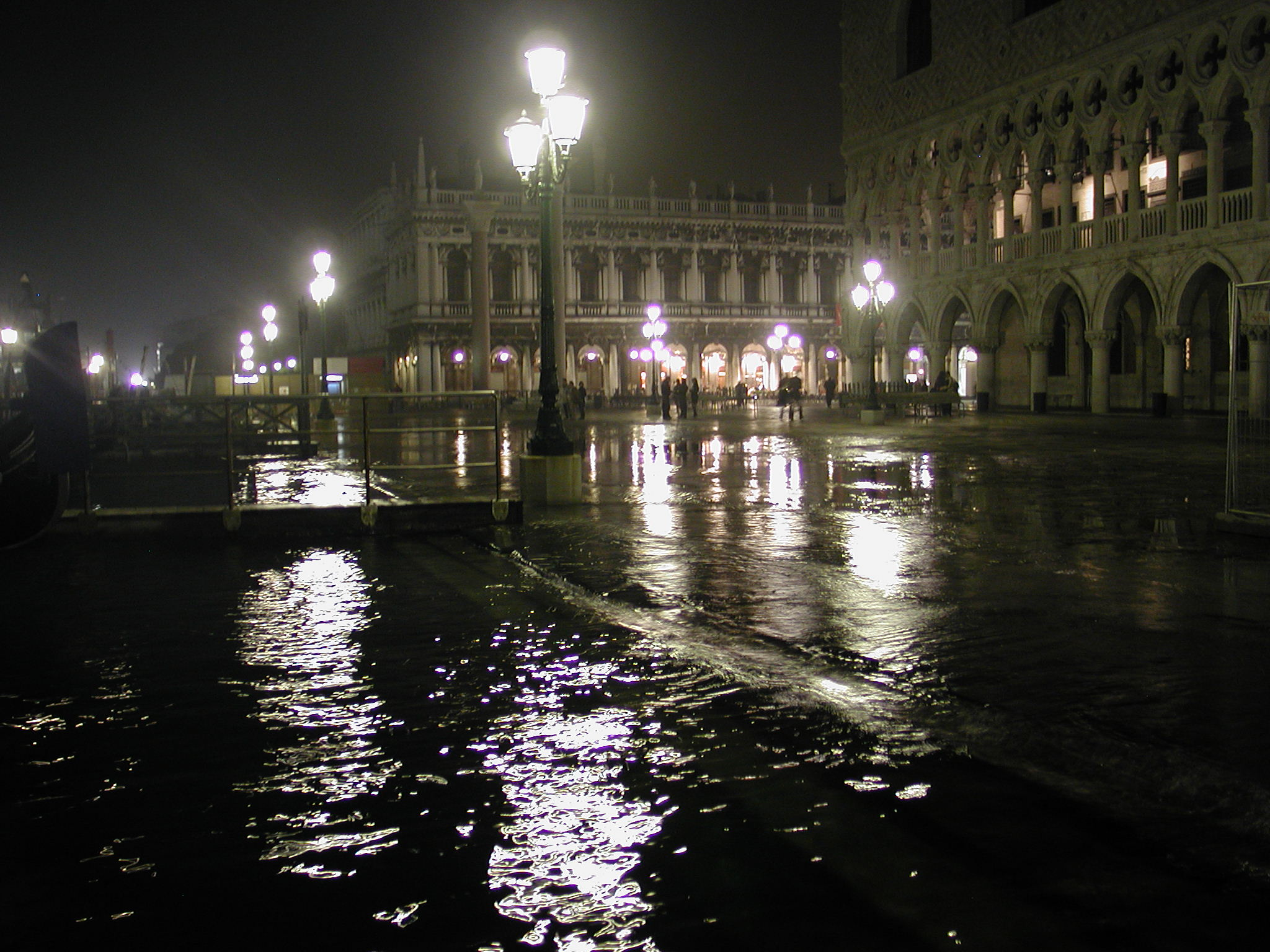
Vista nocturna de la Plaça Sant Marc (Piazzetta).

Un dels punts més baixos de Venècia és la Plaça Sant Marc, per la qual cosa és una zona que molt sovint és inundada, tal com il·lustren les fotografies.
La municipalitat de Venècia ha implementat un seguit d'accions per garantir que les activitats de la ciutat continuen tot i la inundació. Per exemple, es construeixen passarel·les elevades per a la circulació dels vianants durant les inundacions més severes (encara que igual és aconsellable calçar-bota de goma). No obstant això, algunes cases i negocis han de ser evacuats. El centre de recerca Coses a Venècia ha estimat que les inundacions li costen a la ciutat uns 11 bilions de lires italianes (actualitzat, més que 5,5 milions d'euros) per any en hores no treballades.

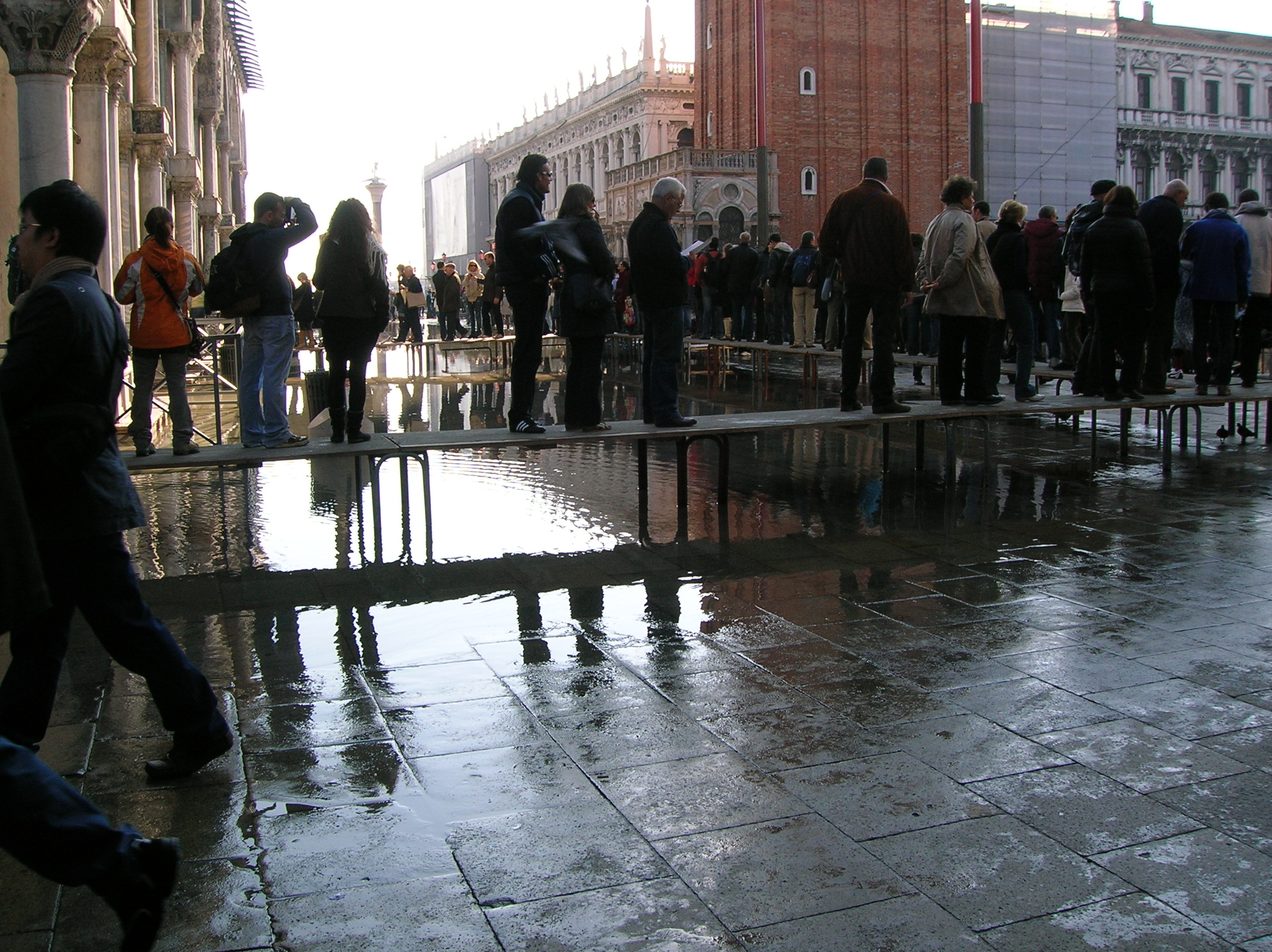
Passarel·les elevades amb turistes esperant per visitar l'església de Sant Marc.

La freqüència d'ocurrència i severitat d'aquestes inundacions ha anat en augment al llarg de l'últim segle. La freqüència de acqua alta s'ha incrementat de menys de 10 vegades per any a més de 60 vegades per any. Pel que fa a la severitat, el pitjor cas de acqua alta registrat va ser la inundació de 1966, quan les aigües van superar el nivell normal de marea en més d'un metre, van arribar als 198 cm i el 96% de la ciutat va resultar inundada.
El 31 d'octubre de 2004 les aigües van arribar 135cm i es va inundar el 80% de la ciutat. El desembre de 2008, tempestes provinents de l'Adriàtic van produir una inundació que va marcar un registre de 1.56 m i el novembre de 2019 les aigües van arribar als 187 cm en la pitjor inundació des de la de 1966.

## Efectes
Segons la severitat l'acqua alta afecta diferents àrees de la ciutat. La taula adjunta mostra el percentatge de la ciutat que és coberta depenent del nivell de la inundació:
| Nivell de marea | Percentatge de la ciutat que s'inunda |
| --------------- | ------------------------------------- |
| +90 cm          | 2%                                    |
| +100 cm         | 5%                                    |
| +110 cm         | 12%                                   |
| +120 cm         | 28%                                   |
| +130 cm         | 46%                                   |
| +140 cm         | 59%                                   |
| +150 cm         | 70%                                   |
| +160 cm         | 77%                                   |
| +170 cm         | 82%                                   |
| +180 cm         | 85%                                   |
| +190 cm         | 88%                                   |
| +200 cm         | 91%                                   |
| >+200 cm        | 100%                                  |